# Maso Finiguerra
Maso Finiguerra, född 1426, död 1464, var en italiensk konstnär.
Finiguerra var medhjälpare åt Lorenzo Ghiberti, då denne utförde dörrarna till baptisteriet i Florens. Finiguerra ägnade sig huvudsakligen åt nielloarbeten. Giorgio Vasari angav honom felaktigt som uppfinnare av kopparstickskonsten.